# Heatran
Heatran est un Pokémon légendaire de la 4e génération. Dans les jeux vidéo, il se capture au Mont Abrupt et est de type acier et feu.

## Apparitions

### Jeux vidéo
Heatran apparaît dans série de jeux vidéo Pokémon. D'abord en japonais, puis traduits en plusieurs autres langues, ces jeux ont été vendus à plus de 200 millions d'exemplaires à travers le monde.
Une fois le Pokédex national obtenu et le Secteur Combat découvert, le joueur fait la connaissance d'un certain Cornil. Une fois le mont Abrupt atteint, le joueur accompagne Cornil et une fois les deux comparses arrivés dans la grotte finale, Cornil prend la Pierre Magma puis s'enfuit. Il suffit alors au joueur de parler à Cornil dans une maison de l'Aire de Survie pour qu'Heatran apparaisse dans la grotte finale. Il est au niveau 70 et soit mâle soit femelle (c'est d'ailleurs le seul pokémon légendaire dans ce cas).
Heatran est un Pokémon apprécié pour sa solidité lors des combats Pokémons stratégiques, ayant toujours régné dans les hautes sphères de la compétition en combat solo 6vs6.

### Série télévisée et films
La série télévisée Pokémon ainsi que les films sont des aventures séparées de la plupart des autres versions de Pokémon et mettent en scène Sacha en tant que personnage principal. Sacha et ses compagnons voyagent à travers le monde Pokémon en combattant d'autres dresseurs Pokémon.